# Pont du Chef menteur
Pour les articles homonymes, voir Chef menteur.
Le pont du Chef menteur (en anglais : Chef menteur bridge) est un ouvrage d'art qui enjambe la passe du Chef menteur de part et d'autre du détroit des Rigolets dans l'État de la Louisiane aux États-Unis.
C'est un pont en treillis, constitué de poutres latérales métalliques assemblées en treillis. Au début du XXe siècle, les poutres en treillis étaient dénommées poutres américaines, car c’est aux États-Unis que la technique est apparue. Les treillis peuvent être assemblés par boulonnage, par rivetage ou bien soudés. 
C'est également un pont tournant dans sa partie centrale, permettant ainsi le passage du trafic maritime provenant du Golfe du Mexique et remontant ensuite le fleuve Mississippi.
Il fut inauguré le 9 juin 1930 en même temps que le pont des Rigolets.
Le pont du Chef menteur permet le franchissement de cet étroit détroit, à l'autoroute U.S. Route 90, connue localement sous le nom de "Chef menteur Road" depuis La Nouvelle-Orléans.
Après le passage de l'ouragan Katrina en août 2005, le pont routier fut fermé pendant une année.